# Julio Máximo Silveira Márquez
Julio Máximo Silveira Márquez (Santa Ana, Misiones, 9 de julio de 1932-Posadas, Misiones, 8 de noviembre de 2001) fue ministro del Superior Tribunal de Justicia de la Provincia de Misiones de Argentina, cargo que ocupó desde 1987 hasta su muerte en 2001.

## Reseña biográfica
Nació en la ciudad de Santa Ana, Misiones, el 9 de julio de 1933. 
Hijo de José Silveira Márquez y Leopoldina Krieger.
Curso sus estudios primarios en la Escuela Provincial N° 11 de Santa Ana, Misiones.
Los estudios secundarios los cursó en el Instituto Posadas N° 9.
A los 18 años ingresó a la Justicia de la Provincia de Misiones como auxiliar de mesa de entradas.
Cursó estudios superiores, obteniendo el título de abogado por la Universidad Nacional de Corrientes.
En el año 1972 asume como juez de Primera Instancia en el Juzgado Civil y Comercial N° 2.
Posteriormente pasa a integrar la Cámara de Apelaciones en lo Civil y Comercial.
Fue procurador general del Poder Judicial.
Asumió como ministro del Tribunal Superior de Justicia de la Provincia de Misiones el 17 de julio de 1987, junto al Dr. Augusto Manuel Márquez Palacios, elevando el número de integrantes del Alto Cuerpo de tres a cinco miembros.
Formó parte de los primeros consejeros titulares del Consejo de la Magistratura.
Impulsó la creación del actual Palacio de Justicia junto al Dr. Humberto Augusto Schiavoni.
Falleció el 8 de noviembre de 2001.

## Vida personal
Se casó con Nelly Elena Amores en 1960,  con la cual tuvo tres hijos Cristina Elena, José Luis y Máximo.